# Краснопопівське підземне сховище газу
Краснопопівське підземне сховище газу — газосховище, споруджене у Кремінському районі Луганської області для забезпечення регулювання сезонної нерівномірності попиту.

## Історія
Для об'єкта обрали виснажений блок однойменного газового родовища, розробка якого відбувалась з 1966 по 1972 рік. Роботи по створенню сховища почались у 1973 році шляхом безкомпресорного нагнітання, у 1976-му розпочали застосування компресорів. У процесі спорудження сховища фонд свердловин було збільшено із шести (якими відбувався видобуток газу на родовищі) до сорока.
Створення сховища було укладене рядом факторів. Так, над ним пролягає водоносний горизонт, з якого на забезпечення питною водою прилеглої індустріальної зони працює Житлівський водозабір. Крім того, у 5 км знаходиться шахтне поле вугільної шахти «Кремінна». Це вимусило обмежити максимальний пластовий тиск з метою недопущення прориву газу в район вугільного поля та його просочування у водоносний горизонт. Також через розташування над сховищем двох населених пунктів не вдалось створити рівномірну сітку експлуатаційно-нагнітальних свердловин, через що вже після завершення завантаження відбувається міграція газу до зон із більш низьким тиском. Нарешті, проектний дебіт свердловин не змогли досягнути через побоювання винесення ними піску (спочатку він становив біля третини проектного рівня і тільки після впровадження обробки привибійних зон хімічним укріплювачем був піднятий до 2/3).
Первісно планувалось створити штучний поклад з об'ємом 815 млн м³, в т. ч. 435 млн. м³ активний обсяг. Проте з 1976 по 2004 рік об'єм слабодренованої зони зріс на 240 млн. м³.
Сховище з'єднане із трубопроводом Новопсков – Шебелинка, а через газопровід «Краснопопівка — Рубіжне» із сєвєродонецьким промисловим районом.